# 1 000 kilomètres de Spa 1984
Navigation
Édition précédente Édition suivante
Les 1 000 kilomètres de Spa 1984 (officiellement appelé le  1000 km de Spa-Francorchamps Rothmans ), disputées le 2 septembre 1984 sur le Circuit de Spa-Francorchamps, ont été la seizième édition de cette épreuve et la septième manche du Championnat du monde des voitures de sport 1984.

## La course

### Classement de la course
Voici le classement officiel au terme de la course,,.
- Les premiers de chaque catégorie du championnat du monde sont signalés par un fond jaune.
- Pour la colonne Pneus, il faut passer le curseur au-dessus du modèle pour connaître le manufacturier de pneumatiques.
- Les voitures ne réussissant pas à parcourir 75% de la distance du gagnant sont non classées (NC).

| Pos  | Classe   | no  | Écurie                          | Pilotes                                                       | Châssis                             | Pneus | Tours | Temps |
| Pos  | Classe   | no  | Écurie                          | Pilotes                                                       | Moteur                              | Pneus | Tours | Temps |
| ---- | -------- | --- | ------------------------------- | ------------------------------------------------------------- | ----------------------------------- | ----- | ----- | ----- |
| 1    | C1       | 2   | Rothmans Porsche                | Stefan Bellof Derek Bell                                      | Porsche 956                         | D     | 144   |       |
| 1    | C1       | 2   | Rothmans Porsche                | Stefan Bellof Derek Bell                                      | Porsche Type-935 2,6 l Flat-6 Turbo | D     | 144   |       |
| 2    | C1       | 1   | Rothmans Porsche                | Jochen Mass Jacky Ickx                                        | Porsche 956                         | D     | 144   |       |
| 2    | C1       | 1   | Rothmans Porsche                | Jochen Mass Jacky Ickx                                        | Porsche Type-935 2,6 l Flat-6 Turbo | D     | 144   |       |
| 3    | C1       | 9   | Jägermeister Brun Motorsport    | Hans-Joachim Stuck Harald Grohs Walter Brun                   | Porsche 956B                        | D     | 142   |       |
| 3    | C1       | 9   | Jägermeister Brun Motorsport    | Hans-Joachim Stuck Harald Grohs Walter Brun                   | Porsche Type-935 2,6 l Flat-6 Turbo | D     | 142   |       |
| 4    | C1       | 20  | Team Gaggia Porsche             | Oscar Larrauri Massimo Sigala                                 | Porsche 956                         | D     | 141   |       |
| 4    | C1       | 20  | Team Gaggia Porsche             | Oscar Larrauri Massimo Sigala                                 | Porsche Type-935 2,6 l Flat-6 Turbo | D     | 141   |       |
| 5    | C1       | 18  | Obermaier Racing                | Hervé Regout Jürgen Lässig Philippe Martin                    | Porsche 956                         | D     | 141   |       |
| 5    | C1       | 18  | Obermaier Racing                | Hervé Regout Jürgen Lässig Philippe Martin                    | Porsche Type-935 2,6 l Flat-6 Turbo | D     | 141   |       |
| 6    | C1       | 3   | Rothmans Porsche                | Vern Schuppan John Watson                                     | Porsche 956 PDK (en)                | D     | 139   |       |
| 6    | C1       | 3   | Rothmans Porsche                | Vern Schuppan John Watson                                     | Porsche Type-935 2,6 l Flat-6 Turbo | D     | 139   |       |
| 7    | C1       | 10  | Porsche Kremer Racing           | Kees Kroesemeijer George Fouché                               | Porsche 956                         | G     | 138   |       |
| 7    | C1       | 10  | Porsche Kremer Racing           | Kees Kroesemeijer George Fouché                               | Porsche Type-935 2,6 l Flat-6 Turbo | G     | 138   |       |
| 8    | C1       | 12  | Schornstein Racing Team         | Dieter Schornstein Hans Heyer "John Winter"                   | Porsche 956                         | D     | 137   |       |
| 8    | C1       | 12  | Schornstein Racing Team         | Dieter Schornstein Hans Heyer "John Winter"                   | Porsche Type-935 2,6 l Flat-6 Turbo | D     | 137   |       |
| 9    | C2       | 70  | Spice-Tiga Racing               | Gordon Spice Ray Bellm Neil Crang                             | Tiga GC84                           | A     | 128   |       |
| 9    | C2       | 70  | Spice-Tiga Racing               | Gordon Spice Ray Bellm Neil Crang                             | Ford Cosworth DFL 3,0 l V8 Atmo     | A     | 128   |       |
| 10   | C2       | 93  | Jean-Philippe Grand             | Jean-Philippe Grand Jean-Paul Libert (de) Pascal Witmeur (de) | Rondeau M379C                       | A     | 121   |       |
| 10   | C2       | 93  | Jean-Philippe Grand             | Jean-Philippe Grand Jean-Paul Libert (de) Pascal Witmeur (de) | Ford Cosworth DFV 3,0 l V8 Atmo     | A     | 121   |       |
| 11   | IMSA GTX | 131 | Vittorio Coggiola               | "Victor" Gianni Giudici Angelo Pallavicini (pl)               | Porsche 935                         | ?     | 121   |       |
| 11   | IMSA GTX | 131 | Vittorio Coggiola               | "Victor" Gianni Giudici Angelo Pallavicini (pl)               | Porsche Type-930 3,2 l Flat-6 Turbo | ?     | 121   |       |
| 12   | B        | 101 | Jens Winther                    | Jens Winther Lars Viggo Jensen (pl) David Mercer              | BMW M1                              | A     | 121   |       |
| 12   | B        | 101 | Jens Winther                    | Jens Winther Lars Viggo Jensen (pl) David Mercer              | BMW M88/1 3,5 l I6 Atmo             | A     | 121   |       |
| 13   | B        | 106 | Helmut Gall                     | Edgar Dören Michel Maillien Helmut Gall                       | BMW M1                              | D     | 119   |       |
| 13   | B        | 106 | Helmut Gall                     | Edgar Dören Michel Maillien Helmut Gall                       | BMW M88/1 3,5 l I6 Atmo             | D     | 119   |       |
| 14   | C2       | 72  | Gebhardt Motorsport             | Jan Thoelke (de) Frank Jelinski George Schwarz                | Gebhardt JC842                      | A     | 116   |       |
| 14   | C2       | 72  | Gebhardt Motorsport             | Jan Thoelke (de) Frank Jelinski George Schwarz                | BMW M12/7 2,0 l I4 Atmo             | A     | 116   |       |
| 15   | C2       | 81  | Jolly Club                      | Guido Daccò (en) Almo Coppelli Marco Vanoli (de)              | Alba AR2 (de)                       | A     | 112   |       |
| 15   | C2       | 81  | Jolly Club                      | Guido Daccò (en) Almo Coppelli Marco Vanoli (de)              | Giannini Carma FF 1,9 l I4 Turbo    | A     | 112   |       |
| 16   | B        | 119 | François-Xavier Boucher         | Bernard Carlier François-Xavier Boucher Marc Vensterman       | Porsche 930                         | D     | 102   |       |
| 16   | B        | 119 | François-Xavier Boucher         | Bernard Carlier François-Xavier Boucher Marc Vensterman       | Porsche Type-930 3,2 l Flat-6 Turbo | D     | 102   |       |
| 17   | C2       | 99  | JQF Engineering Ltd.            | Paul Smith (de) Jeremy Rossiter (en) Roy Baker                | Tiga GC284                          | A     | 101   |       |
| 17   | C2       | 99  | JQF Engineering Ltd.            | Paul Smith (de) Jeremy Rossiter (en) Roy Baker                | Ford Cosworth BDT 1,8 l I4 Turbo    | A     | 101   |       |
| Abd. | C1       | 33  | Skoal Bandit Porsche Team       | David Hobbs Thierry Boutsen                                   | Porsche 956B                        | G     | 119   |       |
| Abd. | C1       | 33  | Skoal Bandit Porsche Team       | David Hobbs Thierry Boutsen                                   | Porsche Type-935 2,6 l Flat-6 Turbo | G     | 119   |       |
| Abd. | C1       | 55  | Skoal Bandit Porsche Team       | Rupert Keegan Franz Konrad                                    | Porsche 962                         | G     | 93    |       |
| Abd. | C1       | 55  | Skoal Bandit Porsche Team       | Rupert Keegan Franz Konrad                                    | Porsche Type-935 2,6 l Flat-6 Turbo | G     | 93    |       |
| Abd. | C1       | 7   | New Man Joest Racing            | Stefan Johansson Henri Pescarolo Hans Heyer                   | Porsche 956                         | D     | 39    |       |
| Abd. | C1       | 7   | New Man Joest Racing            | Stefan Johansson Henri Pescarolo Hans Heyer                   | Porsche Type-935 2,6 l Flat-6 Turbo | D     | 39    |       |
| Abd. | C1       | 42  | Cheetah Automobiles Switzerland | Bernard de Dryver Ray Mallock                                 | Cheetah G604                        | D     |       |       |
| Abd. | C1       | 42  | Cheetah Automobiles Switzerland | Bernard de Dryver Ray Mallock                                 | Aston Martin-Tickford 5,3 l V8 Atmo | D     |       |       |
| Abd. | C2       | 80  | Jolly Club                      | Carlo Facetti Martino Finotto Alfredo Sebastiani              | Alba AR2 (de)                       | A     | 18    |       |
| Abd. | C2       | 80  | Jolly Club                      | Carlo Facetti Martino Finotto Alfredo Sebastiani              | Giannini Carma FF 1,9 l I4 Turbo    | A     | 18    |       |
| Abd. | C2       | 85  | Hubert Striebig                 | Hubert Striebig Max Cohen-Olivar                              | Sthemo SMC2                         | ?     | 15    |       |
| Abd. | C2       | 85  | Hubert Striebig                 | Hubert Striebig Max Cohen-Olivar                              | BMW M88/1 3,5 l I6 Atmo             | ?     | 15    |       |
| Abd. | C1       | 16  | GTi Engineering                 | Johnny Dumfries Richard Lloyd (en)                            | Porsche 956                         | D     | 6     |       |
| Abd. | C1       | 16  | GTi Engineering                 | Johnny Dumfries Richard Lloyd (en)                            | Porsche Type-935 2,6 l Flat-6 Turbo | D     | 6     |       |
| Abd. | C1       | 14  | GTi Engineering / Canon Racing  | Jonathan Palmer Jan Lammers                                   | Porsche 956 GTi                     | D     | 5     |       |
| Abd. | C1       | 14  | GTi Engineering / Canon Racing  | Jonathan Palmer Jan Lammers                                   | Porsche Type-935 2,6 l Flat-6 Turbo | D     | 5     |       |
| Abd. | C1       | 34  | John Fitzpatrick Racing         | Pierre Yver Franz Konrad                                      | Porsche 956                         | G     | 3     |       |
| Abd. | C1       | 34  | John Fitzpatrick Racing         | Pierre Yver Franz Konrad                                      | Porsche Type-935 2,6 l Flat-6 Turbo | G     | 3     |       |
| Np.  | C2       | 73  | Gebhardt Motorsport             | Frank Jelinski Günther Gebhardt (de) George Schwarz           | Gebhardt JC843                      | A     |       |       |
| Np.  | C2       | 73  | Gebhardt Motorsport             | Frank Jelinski Günther Gebhardt (de) George Schwarz           | Ford Cosworth DFV 3,0 l V8 Atmo     | A     |       |       |
| Np.  | C2       | 88  | Ark Racing                      | Max Payne Chris Ashmore                                       | Ceekar 83J                          | A     |       |       |
| Np.  | C2       | 88  | Ark Racing                      | Max Payne Chris Ashmore                                       | Ford Cosworth BDX 2,0 l I4 Atmo     | A     |       |       |
| Np.  | IMSA GTX | 130 | Tuff Kote Dinol Racing          | Jan Lundgardh Kurt Simonsen                                   | Porsche 935 L1                      | ?     |       |       |
| Np.  | IMSA GTX | 130 | Tuff Kote Dinol Racing          | Jan Lundgardh Kurt Simonsen                                   | Porsche Type-930 2,9 l Flat-6 Turbo | ?     |       |       |
| Np.  | C2       | 82  | Gerardo Vatielli                | Pasquale Barberio Maurizio Gellini Gerardo Vatielli           | Alba AR3                            | ?     |       |       |
| Np.  | C2       | 82  | Gerardo Vatielli                | Pasquale Barberio Maurizio Gellini Gerardo Vatielli           | Ford Cosworth DFL 3,3 l V8 Atmo     | ?     |       |       |
| Np.  | C2       | 35  | Procar Automobil AG             | Didier Theys Boy Hayje (en) Pierre Dieudonné                  | Sehcar C830                         | D     |       |       |
| Np.  | C2       | 35  | Procar Automobil AG             | Didier Theys Boy Hayje (en) Pierre Dieudonné                  | Porsche Type-935 2,6 l Flat-6 Turbo | D     |       |       |

## Pole position et record du tour
- Pole position :  Thierry Boutsen (#33 Skoal Bandit Porsche Team) en 2 min 09 s 630
- Meilleur tour en course :  Stefan Bellof (#2 Rothmans Porsche) en 2 min 15 s 570

## Tours en tête
- no 1 Porsche 956 - Rothmans Porsche : 4 tours (1-2 / 23-24)
- no 2 Porsche 956 - Rothmans Porsche : 138 tours (3-21 / 26-144)
- no 9 Porsche 956 - Brun Motorsport : 1 tour (22)
- no 3 Porsche 956 - Rothmans Porsche : 1 tours (25)

## À noter
- Longueur du circuit : 6,949 km
- Distance parcourue par les vainqueurs : 1 000,656 km